# 飯村豊
飯村 豊（いいむら ゆたか、1946年10月16日 - ）は、日本の外交官。元駐フランス大使兼駐アンドラ大使兼駐モナコ大使。

## 来歴・人物
東京都世田谷区出身。東京教育大学附属駒場高等学校（現：筑波大学附属駒場高等学校）を経て、東京大学教養学部に入学。

### 外務省入省
1968年東京大学在学中に外交官試験に合格したことめ、大学4年次に中退し、1969年に外務省入省した。同期に谷内正太郎、田中均、遠藤乙彦、重家俊範、小町恭士（駐蘭大使、官房長）、堀村隆彦（駐墨大使、中南米局長）、松井靖夫（駐コスタリカ大使）、高橋恒一（国連行財政改革担当大使）などがいる。
フランスで在外研修を受けたいわゆるフレンチ・スクール出身。欧亜局審議官・経済協力局長等を歴任。
2001年1月1日、読売新聞が一面で、外務省の機密費流用疑惑を報道。同月、同省職員の松尾克俊(要人外国訪問支援室長)が業務上横領容疑で告発され、懲戒免職となった。続いて2月3日、外務省大臣官房長の阿部知之が過労で入院した。

#### 外務省大臣官房長就任
2001年2月16日に飯村は、過労入院した阿部の後任として、同官房長に就任（経済協力局長と兼任）。外務省機密費流用事件の調査、対応にあたった。松尾は3月11日に詐欺罪で逮捕され、就任前時点の外務省幹部たちは減給処分などを受けた。

#### 田中真紀子との対立
同年4月26日、小泉内閣が成立。外相に就任した田中眞紀子は就任後の記者会見で「外務省は伏魔殿」「再処分が必要」と述べ、幹部の綱紀粛正を予告した。5月1日、飯村は田中に面談を申し込み、幹部人事は官邸の了承を得る必要があることと、一事不再理の原則に基づいて松尾事件の再処分は考えられないことの2点を伝えた。田中は上村司秘書官に「ブラックリストを持ってらっしゃい」と命じ、松尾事件の処分者リストを手元に取り寄せ、歴代次官、官房長の名前の横に「解任」の文字を書き込んでいった。飯村が「大臣、法律に則っておやりになる必要があります」と述べると、田中は「出て行け」と一喝した。飯村は大臣室への立ち入りを禁止される。その後、田中の「謝罪すれば出禁処分を解く」との言葉が同僚を通じて伝えられるが、飯村は「自分は悪いことをしているわけではないので謝るつもりはない」と述べ、田中の申出をはねのけた。
外務省幹部は田中外相との対決派と融和派に割れた。対決派だった飯村は「官房勤務雑感」（後述）で、田中との共存を志向する一派を「ヴィシー派」と呼び、こう綴った。「省内のヴィシー派の考え方は理解できない。どうして黙って彼女の発言を聞いているのであろうか。彼女を通して自分たちの人事を実現しようとしているのだろうか」
飯村は「最大の焦点は、次官の後任を外相に直言できる人にできるかだった。首相官邸の決断で何とか実現した」とのちに明かしているが、川島裕次官の後任は外務審議官の野上義二が就くことが決まった。
8月10日、機密費流用事件当時の次官であった斎藤邦彦国際協力事業団総裁、林貞行駐英大使、柳井俊二駐米大使、川島裕次官とともに官房⻑を更迭された。官房付となった飯村はこの日の辞令交付式を欠席。携帯電話の電源を切って連絡も拒み、最後の抵抗を見せた。これに対し田中は怒りをにじませ、9月1日、外務省は、飯村を改革担当の官房審議官に二段階降格させる人事を発令した。

### 田中真紀子更迭後
一連の騒動の後、さらに田中真紀子も2002年1月30日に外相を更迭された。同年6月、飯村は外務省から記録を残すように言われ、「官房勤務雑感」と題した21ページにわたる文書を作成した。同文書は、「田中眞紀子事件」を教訓として活かすために、歴代外務次官などの間で受け継がれることとなった。
同年、駐インドネシア大使に転出。駐インドネシア大使在任期間の一部は、駐東ティモール大使も兼任していた。2006年に駐中国大使への就任が予定されたが、結局駐フランス大使に転任（駐中大使にはチャイナスクールの宮本雄二が就任）した。
インドネシア在任中は、特にインドネシア政府と自由アチェ運動 (GAM) の間の和平達成に尽力し、2003年には東京においてアチェ和平支援国際会議を実現、2005年の和平合意に向けたモメンタムを作ったと評価されている。
2004年7月には北朝鮮拉致被害者である曽我ひとみさんとジェンキンスさん家族の再会が、北朝鮮との国交があるインドネシアの首都ジャカルタで行われ、飯村は一家の日本帰国の実現に尽力した。
2004年12月のスマトラ沖地震の際には、日本は被災地アチェに対し大規模な災害支援を行い、飯村は日本の支援活動の現地における指揮をとった。
フランス勤務中の2008年には日仏外交関係樹立150周年記念の諸行事が行われ、日仏官民の協力の下700件以上の文化、学術等のイベントを実現し、日仏間の相互理解の促進に努めた。

### 外務省退職後
2009年7月14日退職。同月中東地域及び欧州地域に関連する諸問題に関し，関係国政府等と交渉するための日本政府代表に就任。2014年退任
中東担当政府代表在任中は日本が主導する「パレスチナ開発のための東アジア協力促進会合(CEAPAD)」の第一回閣僚会議を2013年2月に開催した。同会議では、東アジア諸国が協力してパレスチナの経済・社会発展に貢献し、パレスチナ問題の二国家解決の実現を目指すことで合意した。

#### 医療スタッフ要請認知後の五輪中止活動への参画
2021年4月26日、東京オリンピック・パラリンピック組織委員会が日本看護協会に対し、大会期間中の医療スタッフとして看護師500人の確保を要請する文書を送ったことが報道により明らかとなった。
飯村は、このニュースを知ったことがきっかけで飯村は4月29日にTwitterを開設。最初の投稿で「スポンサーファースト、政治家ファースト、アスリートファーストで市民置き去りの五輪反対。ましてや看護師さんをボランティア名目で、病人から奪おうなんて信じられません」とツイートした。以後、当局の方針とコロナ対策に抗議し続ける。元外交官の飯村の行動は異例と言ってよく、5月12日には朝日新聞に取り上げられた。
Twitterだけでは反対の声を届ける力が物足りないと感じ始めた同年6月中旬、飯村は社会学者の上野千鶴子を知る。上野も6月20日配信の毎日新聞で「戦後70年以上続く無責任体制が生んだ五輪強行」と批判するなど、開催への懸念を強く訴えていた。面識はなかったが、反対署名活動の協力を呼びかけると、上野はすぐに賛同。長く市民活動に関わってきた上野の助力の下、7月2日、ウェブサイト「Change.org」にて、五輪反対を求めるオンライン署名活動を開始した。呼びかけ人は、幹事の飯村のほか、浅倉むつ子、上野千鶴子、内田樹、大沢真理、落合恵子、三枝成彰、佐藤学、澤地久枝、田中優子、春名幹男、樋口恵子、深野紀之ら13人。署名数は7月10日時点で13万人に上り、先行する宇都宮健児主催の反対署名活動（同年5月に35万人の署名を、7月15日に45万人の署名を東京都に提出）とともに署名は日ごとに増加していった。7月19日、飯村、上野、春名幹男は日本外国特派員協会で海外メディアに対し会見を開き、開幕が目前に迫った五輪の中止を訴えた。会見後、飯村らは中止を求める要望書と13万9576人分の署名を東京都や組織委員会に提出した。 

### 東京五輪終了後
2023年7月の朝日新聞の取材にて、2001年の田中真紀子との対立に触れ、外交と世論の関係などを考察した本を出版した。同年の欧州や米国でポピュリスト的な手法の政治家が人気を集めているが、当時の田中真紀子が巻き起こした騒動もポピュリズム現象であったと明かしている。
2023年12月の講演で、欧米との安全保障面協力強化と同時に、ASEANが推進するインド太平洋構想（AOIP）への協力などグローバルサウスとの「欧米とは異なる独自の外交を展開することが重要」と述べている。

## 経歴
- 1968年 外務公務員採用上級試験合格

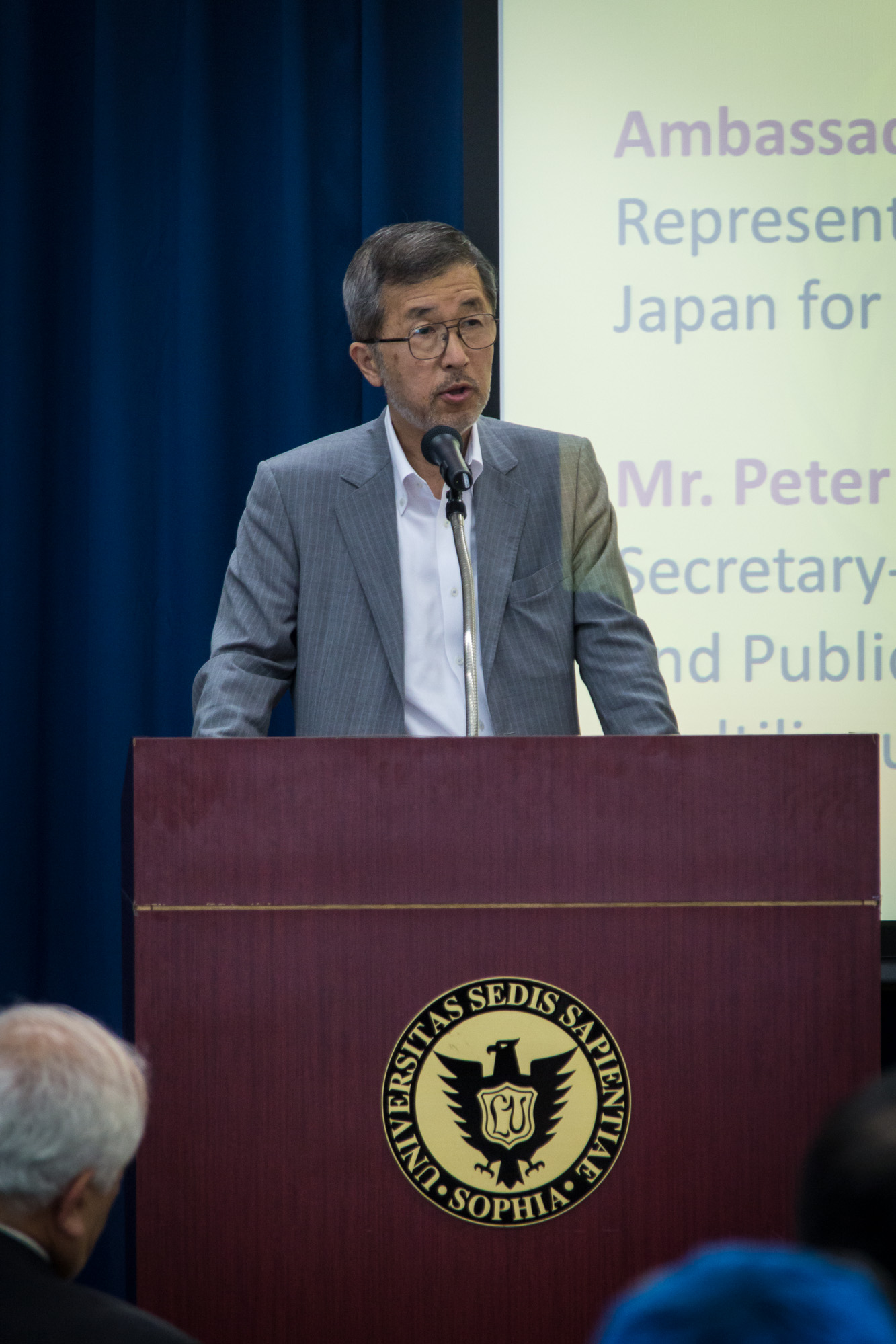
2014 International Media Seminar on Peace in the Middle East Photo: United Nations / John Gillespie

- 1969年 東京大学教養学部教養学科中退、外務省入省
- 1970年 外務省研修生としてフランスのディジョン大学およびストラスブール大学へ2年間留学
- 1977年 在ソ連大使館（二等書記官、追って一等書記官）
- 1979年 在フランス大使館（一等書記官）
- 1982年 大臣官房人事課首席事務官
- 1984年 在フィリピン大使館参事官
- 1988年 経済協力局技術協力課長
- 1990年 大臣官房報道課長
- 1992年 ハーバード大学国際関係研究所客員研究員
- 1993年 在米大使館政務公使
- 1995年 在フランス大使館次席公使
- 1995年より2年間MSH（Management Sciences for Health:米国の国際保健分野のNGO）非常勤理事
- 1996年 国際博覧会協会 (BIE)執行委員会委員長
- 1997年 大臣官房審議官（欧亜局担当）
- 1999年 経済協力局長
- 2001年 大臣官房長、大臣官房審議官
- 2002年 在インドネシア特命全権大使
- 2006年 在フランス特命全権大使
- 2007年 Prix des Ambassadeurs (大使賞）審査委員 (「大使賞」はフランスにおいて歴史分野の優秀な著作に授与される）
- 2009年 日本国政府代表（中東地域および欧州地域関連）
- 2009年4月より東京大学公共政策大学院客員教授
- 2012年 帝人取締役・ アドバイザリー・ボードメンバー
- 2015年 フランス国立社会科学高等研究院 (EHESS) シニア・フェロー
  - 大成建設株式会社顧問
  - INPEX（国際石油開発帝石）特別参与
  - 一般財団法人日本インドネシア協会副会長[35]
  - 一般社団法人ジャパン・ユーロアジア・パートナーズ代表理事

## 現職
- 公益財団法人日仏会館評議員（議長）
- 公益財団法人颯田医学奨学会評議員
- 在日ハンガリー商工会議所顧問
- 東京大学経営評議会委員
- 東京大学総長選考会議委員
- 政策研究大学院大学政策研究院シニア・フェロー（東南アジア政策研究ネットワーク主幹）
- 政策研究大学院大学客員教授

## 著書
- 『外務省は ｢伏魔殿｣か　反骨の外交官人生と憂国覚書』芙蓉書房出版、2023年

### その他
- 合気道6段
- 無双直伝英信流居合道5段
- 総力戦研究所初代所長の飯村穣は祖父。

## 出演

### ネット番組
- ポリタスTV（YouTube、2021年7月13日）